# العلاقات السيشلية الموريتانية
العلاقات السيشلية الموريتانية هي العلاقات الثنائية التي تجمع بين سيشل وموريتانيا.

## مقارنة بين البلدين
هذه مقارنة عامة ومرجعية للدولتين:
| وجه المقارنة                                              | سيشل                                                | موريتانيا                 |
| --------------------------------------------------------- | --------------------------------------------------- | ------------------------- |
| المساحة (كم2)                                             | 459                                                 | 1.03 مليون                |
| عدد السكان (نسمة)                                         | 95.84 ألف                                           | 4.42 مليون                |
| الكثافة السكانية (ن./كم²)                                 | 20.88 ألف                                           | 4.29                      |
| العاصمة                                                   | فيكتوريا                                            | نواكشوط                   |
| اللغة الرسمية                                             | لغة فرنسية، لغة إنجليزية، اللغة الكريولية السيشيلية | اللغة العربية، لغة فرنسية |
| العملة                                                    | روبية سيشلية                                        | أوقية موريتانية، أوقية ‏   |
| الناتج المحلي الإجمالي (بليون دولار)                      | 1.49 مليار                                          | 5.02 مليار                |
| الناتج المحلي الإجمالي (تعادل القوة الشرائية) بليون دولار | 2.54 مليار                                          |                           |
| الناتج المحلي الإجمالي الاسمي للفرد دولار أمريكي          | 15.48 ألف                                           |                           |
| الناتج المحلي الإجمالي للفرد دولار أمريكي                 | 26.42 ألف                                           | 3.91 ألف                  |
| مؤشر التنمية البشرية                                      | 0.772                                               | 0.506                     |
| رمز المكالمات الدولي                                      | +248                                                | +222                      |
| رمز الإنترنت                                              | .sc                                                 | .mr                       |
| المنطقة الزمنية                                           | ت ع م+04:00                                         | 00                        |

## منظمات دولية مشتركة
يشترك البلدان في عضوية مجموعة من المنظمات الدولية، منها:
| علم المنظمة | اسم المنظمة                                 | تاريخ انضمام سيشل | تاريخ انضمام موريتانيا |
| ----------- | ------------------------------------------- | ----------------- | ---------------------- |
|             | يونسكو                                      | 18 أكتوبر 1976    | 10 يناير 1962          |
|             | وكالة ضمان الاستثمار متعدد الأطراف          | 15 سبتمبر 1992    | 8 سبتمبر 1992          |
|             | الأمم المتحدة                               | 21 سبتمبر 1976    | 27 أكتوبر 1961         |
|             | مجموعة دول أفريقيا والكاريبي والمحيط الهادئ | ?                 | ?                      |
|             | الاتحاد البريدي العالمي                     | ?                 | ?                      |
|             | البنك الدولي للإنشاء والتعمير               | 29 سبتمبر 1980    | 10 سبتمبر 1963         |
|             | الاتحاد الدولي للاتصالات                    | 17 سبتمبر 1999    | 18 أبريل 1962          |
|             | منظمة حظر الأسلحة الكيميائية                | 29 أبريل 1997     | ?                      |
|             | مؤسسة التمويل الدولية                       | 11 يونيو 1981     | 29 ديسمبر 1967         |
|             | المركز الدولي لتسوية المنازعات الاستشارية   | 19 أبريل 1978     | 14 أكتوبر 1966         |
|             | منظمة الشرطة الجنائية الدولية               | 1 سبتمبر 1977     | ?                      |
|             | الاتحاد الأفريقي                            | ?                 | 25 مايو 1963           |
|             | البنك الإفريقي للتنمية                      | ?                 | ?                      |

## وصلات خارجية
- موقع وزارة الخارجية السيشلية